# Takehiko Inoue
Takehiko Inoue (井上 雄彦 Inoue Takehiko) és un mangaka nascut a Kyushu (Japó), el 12 de gener de 1967.
Durant la seva vida estudiantil va practicar el bàsquet, que després es convertiria en un dels temes principals de la seva obra. La seva vida obra es caracteritza per la gran claredat i realisme del seu dibuix, que reflecteix de manera fidel les proporcions del cos. El seu primer èxit com a autor va ser la conquesta del prestigiós Premi Tezuka, gràcies a la seva obra Kaede Purple, centrada en el bàsquet. A continuació va treballar per uns mesos com assistent de Tsukasa Hojo, autor de City Hunter.
El seu primer gran èxit va arribar amb la publicació de Slam Dunk, a partir de 1990. Va arribar a convertir-se en el manga més venut de la història (títol que li va arrabassar anys després One Piece) i va ser adaptat com anime amb notable acceptació. Es tractava d'una obra de gran qualitat gràfica i que combinava un tractament emotiu i realista del bàsquet amb un sentit de l'humor desbordant que ho va fer molt popular.
Després de 31 volums de Slam Dunk, Inoue va realitzar una obra també centrada en el bàsquet però que en aquesta ocasió mostrava un aire futurista, Buzzer Beater. També va realitzar diverses obres curtes, entre les quals destaca Piercing. No obstant això, no va aconseguir altre gran èxit fins que va començar a publicar Vagabond, una història basada en la vida de Musashi Miyamoto, un guerrer llegendari japonès, que segueix publicant actualment. Alterna la publicació d'aquesta obra amb Real', centrada en el món del bàsquet en cadira de rodes. Actualment Inoue és un dels mangakes més importants i respectats de la indústria.
Recentment, ha dissenyat els personatges del videojoc Lost Odyssey, un rpg de Mistwalker, empresa fundada pel "pare" de la prestigiosa saga Final Fantasy, Hironobu Sakaguchi.
Takehiko Inoue, és un gran aficionat a l'art, i com a tal en les seves il·lustracions, experimenta amb diverses tècniques i estils. Recentment, inspirat per la seva admiració per Gaudí va visitar Barcelona i els voltants per poder conèixer en directe l'obra del famós arquitecte, com a fruit d'aquesta experiència es va publicar un llibre anomenat Pepita, en la forma d'un quadern de viatge, i acompanyat d'un DVD, aquest llibre ha estat editat a Espanya per Kazé (editorial francesa) amb la col·laboració de Planeta de Agostini.
Arran de la publicació d'aquest llibre, i aprofitant la celebració de l'any dual Espanya-Japó (2013/2014) al Japó s'ha organitzat una exposició sobre Gaudí en la que tenen un pes molt important també les il·lustracions realitzades per l'autor durant el seu viatge a Barcelona.
Està previst que assisteixi com a convidat al XX Saló del Manga que se celebrarà a Barcelona entre el 30 d'octubre i el 2 de novembre de 2014.

## Manga
- Vagabond - Weekly Morning (Kodansha, 1998 - actualitat) - 33 volums. Editat a España per Editorial Ivrea.
- Real - Weekly Young Jump (Kodansha/Sueisha, 1999 - actualitat) - 11 volums. Editat a España per Editorial Ivrea.
- Slam Dunk - Weekly Shonen Jump (Sueisha, 1990-96) - 31 volums./ Perfect Edition 24 volums. Editat a España per Editorial Ivrea.
- Buzzer Beater - Montly Shonen Jump (Sueisha, 1987-88) - 4 volums./ Renovation edition 2 volums.
- Chamellon Jail - Weekly Shonen Jump (Sueisha, 1989) - 2 volums.

## Altres publicacions
- Pepita - Versió castellana editada per Kazé/Planeta de Agostini, 2013 (a punt de publicació una segona part d'aquest llibre).[6][7]
- Illustrations Water (Kodansha) - del manga Vagabond.
- Illustrations Sumi (Kodansha) - del manga Vagabond.
- Draw (Flower) - DVD - del manga Vagabond.
- Illustrations (Sueisha) - Artbook de Slam Dunk.